# Psychological Research
Psychological Research ist eine deutsche Fachzeitschrift für Psychologie. Sie erschien von 1922 bis 1974 auf Deutsch als Psychologische Forschung, seither erscheint sie auf Englisch unter dem heutigen Namen. Heute sind die Schwerpunkte Artikel, die das Grundverständnis von Wahrnehmung, Aufmerksamkeit, Gedächtnis und Handlungen vor allem basierend auf experimentellen Grundlagen vertiefen. Dabei werden Verbindungen zwischen Grundlagenforschung und angewandter Forschung hergestellt.

## Geschichte
Die Zeitschrift Psychologische Forschung (vollständige Bezeichnung: Psychologische Forschung – Zeitschrift für Psychologie und ihre Grenzwissenschaften) wurde im Jahr 1922 von den Gestaltpsychologen Max Wertheimer, Wolfgang Köhler und Kurt Koffka, dem Neurologen Kurt Goldstein und dem Psychiater Hans Walter Gruhle gegründet und im Verlag von Julius Springer (Berlin) herausgegeben. Seit 1974 erscheint die Zeitschrift unter dem Namen Psychological Research bei Springer Science.
Die Zeitschrift wurde, ohne dass das ursprünglich beabsichtigt gewesen wäre, zum Haupt-Publikationsorgan der sich zu dieser Zeit sehr erfolgreich entwickelnden Berliner Schule der gestaltpsychologischen und gestalttheoretischen Forschung. Unter anderem erschienen in der Zeitschrift die Forschungsreihen
- „Untersuchungen zur Lehre von der Gestalt“ von Max Wertheimer,
- „Beiträge zur Psychologie der Gestalt“, herausgegeben von Kurt Koffka,
- „Untersuchungen zur Handlungs- und Affektpsychologie“ von Kurt Lewin und seinen Mitarbeiterinnen (u. a. Bluma Zeigarnik, Maria Ovsiankina, Anitra Karsten, Tamara Dembo) und
- „Psychologische Analysen hirnpathologischer Fälle“, herausgegeben von Adhémar Gelb und Kurt Goldstein.

Nach dem Machtantritt der Nationalsozialisten in Deutschland gab – beginnend mit dem 21. Heft im Jahre 1935 – Wolfgang Köhler die Zeitschrift von Swarthmore aus alleine heraus. 1938 hielt Köhler ein weiteres Erscheinen der Zeitschrift im nationalsozialistischen Deutschland für nicht mehr vertretbar und verfügte gegen den Willen des Springer-Verlags ihre Einstellung. Zwischen 1939 und 1948 erschien die Zeitschrift nicht, die erste Ausgabe nach dem Krieg erfolgte 1949.
Nach dem Krieg wurde die Psychologische Forschung ab 1949 wieder aufgenommen, vorerst mit Johannes von Allesch als Herausgeber, und bis zum 36. Jahrgang 1973/1974 weitergeführt. Diese Psychologische Forschung der Nachkriegszeit publizierte zwar weiterhin unter anderem auch Arbeiten namhafter gestalttheoretischer Autoren, ist aber mit dem wissenschaftlichen Rang der Zeitschrift in der ersten Periode und ihrer damaligen Rolle für die internationale Entfaltung der gestalttheoretischen Forschung nicht mehr vergleichbar.